# Nationale Union der Unabhängigen für die demokratische Erneuerung
Die Nationale Union der Unabhängigen für die demokratische Erneuerung (französisch: Union Nationale des Indépendants pour le Renouveau Démocratique, Kürzel: UNIRD) war eine politische Partei in Niger, die von 1996 bis 1997 bestand.

## Geschichte
Am 27. Januar 1996 setzte Ibrahim Baré Maïnassara durch einen Staatsstreich den nigrischen Staatspräsidenten Mahamane Ousmane ab. Er bildete ein Unterstützungskomitee (Comité de Soutien à Ibrahim Baré Maïnassara, kurz COSIMBA), aus dem noch im selben Jahr die Nationale Union der Unabhängigen für die demokratische Erneuerung hervorging. Entgegen seiner ursprünglichen Ankündigung kandidierte Maïnassara, als Kandidat der UNIRD, bei den Präsidentschaftswahlen von 1996, die er gewann. Bei den Parlamentswahlen von 1996, die von den großen Oppositionsparteien boykottiert wurden, erhielt die UNIRD 58 von 83 Sitzen in der Nationalversammlung. Bei beiden Wahlen wurde Maïnassara massiver Wahlbetrug vorgeworfen. Im August 1997 ging aus der UNIRD die Partei Bündnis für Demokratie und Fortschritt (RDP-Jama’a) hervor.